# Дуссель, Энрике
Энрике Дуссель Доминго Амброзини (исп. Enrique Domingo Dussel Ambrosini; 24 декабря 1934, Ла-Пас, Аргентина — 5 ноября 2023, Мехико) — аргентинский и мексиканский учёный, философ, историк и богослов. Представитель теологии и философии освобождения, находящейся под влиянием марксизма. Временный ректор Автономного университета Мехико с 2013 по 2014 год.

## Биография
Энрике Дуссель родился 24 декабря 1934 года в Ла-Пасе, Аргентина. Учился в Национальном университете Куйо в Мендосе с 1953 по 1957 год, получив степень бакалавра философии, после чего отправился в Европу для продолжения учёбы. Впоследствии он получил степень доктора философии в Мадридском университете Комплутенсе (1969), а также докторат по истории в Сорбонне в Париже (1967). Образование в области богословия проходил в Париже, Майнце и Мюнстере.
Между 1959 и 1961 годами жил в Израиле, изучал арабский и иврит, занимался ручным трудом в кооперативе, возглавляемом французским иезуитом Полем Готье. Вернулся в Аргентину в 1969 году, где на него оказали влияние теории зависимости и труды Эммануэля Левинаса. По мере того как страна скатывалась к установившейся в 1976—1983 годах военной диктатуре, Дуссель всё чаще становился мишенью насилия, включая угрозы смертью, взрыв его дома и увольнение из университета.
Он бежал в Мексику в 1975 году как политический эмигрант, продолжив свою работу в качестве профессора философии в Автономном столичном университете (УАМ) и преподавателя в Национальном автономном университете Мексики (УНАМ). Периодически читал курсы в университетах стран Латинской Америки и Европы (Бельгия, Испания, Италия).
Дуссель получил почетную докторскую степень Фрибургского университета в 1981 году, Университета Сан-Андрес в 1995 году Университета Буэнос-Айреса в 2012 году, Университета Санто-Томас в 2015 году, Национального университета Сан-Мартина в 2015 году и Университета Чили в 2017 году.
Кроме того, он был приглашенным профессором в течение одного семестра во Франкфуртском университете, Университете Нотр-Дам, Университете штата Калифорния в Лос-Анджелесе, Нью-Йоркской объединённой теологической семинарии, Университете Лойолы в Чикаго, Университете Вандербильта, Университете Дьюка, Гарвардском университете и других. В марте 2013 года был назначен временным ректором Автономного университета Мехико сроком на один год.
Дюссель участвовал в диалоге с такими философами, как Карл-Отто Апель, Джанни Ваттимо, Юрген Хабермас, Ричард Рорти и Эммануэль Левинас.
Дуссель подготовил обширный корпус работ, насчитывающий более 50 книг по широкому кругу дисциплин, включая теологию, политику, философию освобождения, этику, политическую философию, эстетику, онтологию, политэкономию и историю. Выступал как критик постмодерна, предпочитая термин «трансмодернити».
Основные работы: «К деструкции истории этики» (1970), «Об аналектическом методе и латиноамериканской философии» (1973), «Латинская Америка: зависимость и освобождение» (1973), «Теология освобождения и этика» (1974, программная работа), «Теология освобождения и история» (1975), «Латиноамериканское освобождение и Э. Левинас» (1975, совместная работа), «Введение в философию латиноамериканского освобождения» (1977), «Философия освобождения» (1977, программная работа, которой предшествовала статья «Философия освобождения в Аргентине: приход нового философского поколения», 1976), «Пути латиноамериканского освобождения» (т. 1, 1973; т. 2, 1974; т. 3, 1978), «К этике латиноамериканского освобождения» (тт. 1—2, 1973; затем они вошли в состав многотомника «Латиноамериканская этическая философия» — 1978; т. 3, 1977; т. 4, 1979; т. 5, 1980), фундаментальный трёхтомник (был задуман как четырёхтомник), дающий собственную версию прочтения Маркса: «Теоретическое творчество Маркса. Комментарий к „Экономическим рукописям 1857—1859“» (1985), «К неизвестному Марксу. Комментарий к рукописям 1861—1863» (1988), «Поздний Маркс (1863—1882) и латиноамериканское освобождение. Комментарий к третьему и четвёртому томам „Капитала“» (1990), «Апель, Рикер, Рорти и философия освобождения» (1993).
Скончался 5 ноября 2023 года в возрасте 88 лет.

## Философия освобождения

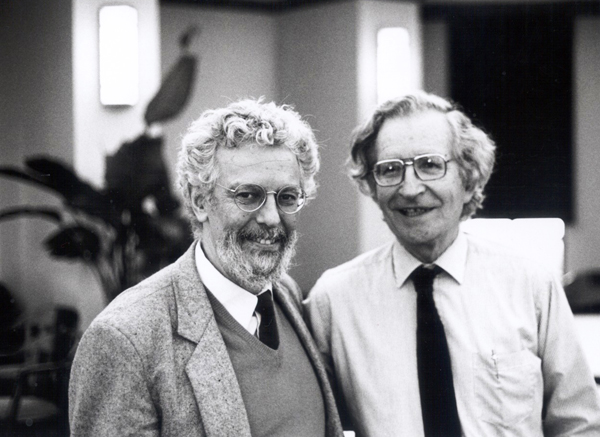
Энрике Дуссель и Ноам Хомский, 1994 год

Энрике Дуссель является одним из ведущих представителей направления, называемого философией освобождения, наряду с Родольфо Кущем, Артуро Рочем и Леопольдо Cеа. Движение зародилось в Аргентине в начале 1970-х годов, но затем распространилось по Латинской Америке, так как многие интеллектуалы были вынуждены эмигрировать от военной диктатуры. Философия освобождения стремится к критике структур колониализма, империализма, глобализации, расизма и сексизма, от конкретного опыта эксплуатации и отчуждения от мировой периферии.
Хотя в конструировании своей теории Дуссель исходил из специфической латиноамериканской перспективы, его значение не ограничивается этим континентом. В его творчестве переплелись мотивы влияния мысли Хайдеггера, Сартра, Ортеги-и-Гассета, Мартина Бубера, Левинаса, «религиозной феноменологии» с Марксовой теорией, особенно различными набросками критики политической экономии «поздним» Марксом, а также неомарксизмом (включая Франца Фанона).
Дуссель — автор концепции «аналектики» как диалогического типа дискурса, лежащего в основе преодоления тотальных отношений зависимости в философской и теологической практиках освобождения. Решающим положением подхода Дусселя является разделение современного мира на центр и периферию. Обращаясь к центральному понятию Левинаса, Дуссель сближает периферию с категорией экстериорности. Дуссель пытается описать народы и культуры так называемого «третьего мира», в частности Латинской Америки, как исторически конкретную экстериорность, «инаковость» (alteridad) в отношении капиталистической тотальности. Связь между тотальностью и экстериорностью важна для Дусселя, с одной стороны, для интерпретации современной капиталистической мир-системы, а с другой — для интерпретации Марксовой критики политической экономии, поскольку он выдвигает центральную теорему противопоставления тотальности капитала и экстериорности «живого труда». Экономические отношения между центром и периферией, по Дусселю, определяет зависимость, заключающаяся в распределении прибавочной стоимости.
Главную мысль Дусселя можно подытожить так: «вертикальным» социальным отношениям между капиталом и трудом присуща эксплуатация. В этих отношениях труд производит прибавочную стоимость. Кроме этого, Дуссель также пишет о «горизонтальных» общественных связях, имеющих международный характер. В них решающую роль играет конкуренция между буржуазией экономически развитых и буржуазией менее развитых регионов мира. Эти международные отношения являются не прямой эксплуатацией, а отношениями господства, в которых дополнительная стоимость не производится, а частично перераспределяется между различными регионами мира. Она перетекает от периферии к центру.
Из философско-политической перспективы Дусселя вытекает поддержка экономического освобождения стран периферии, которое следует понимать как «народное освобождение». Важной точкой отсчета в освободительной теории Дусселя является категория «народа». Под этим понятием Дуссель понимает угнетённые массы, которым он приписывает экстериорность в том смысле, что они противостоят тотальности как «другие».

## Избранная библиография
- Hipótesis para el estudio de Latinoamérica en la historia universal. Investigacion del «mundo» donde se constituyen y evolucionan las "Weltanschauungen, 1966.
- El humanismo semita, 1969.
- Para una de-strucción de la historia de la ética I, 1972.
- La dialéctica hegeliana. Supuestos y superación o del inicio originario del filosofar, 1972 (2a. ed.: Método para una filosofía de la liberación. Superación analéctica de la dialéctica hegeliana, 1974).
- América Latina dependencia y liberación. Antología de ensayos antropológicos y teológicos desde la proposición de un pensar latinoamericano, 1973.
- Para una ética de la liberación latinoamericana I, 1973.
- Para una ética de la liberación latinoamericana II, 1973.
- El dualismo en la antropología de la cristiandad, 1974.
- Liberación latinoaméricana y Emmanuel Levinas, 1975.
- El humanismo helénico, 1975.
- Filosofía ética latinoamericana III, 1977.
- Introducción a una filosofía de la liberación latinoaméricana, 1977.
- Introducción a la filosofía de la liberación, 1977.
- Filosofía de la liberación, 1977.
- Religión, 1977.
- Filosofía de la poiesis. Introducción histórica, 1977 (Reedición aumentada: Filosofía de la producción, 1984).
- Filosofía ética latinoamericana IV: La política latinoamericana. Antropológica III, 1979.
- Filosofía ética latinoamericana V: Arqueológica latinoamericana. Una filosofía de la religión antifetichista, 1980.
- Liberación de la mujer y erótica latinoamericana. Ensayo filosófico, 1980.
- La pedagógica latinoamericana, 1980.
- Praxis latinoamericana y filosofía de la liberación, 1983.
- La producción teórica de Marx. Un comentario a los Grundrisse, 1985.
- Ética comunitaria, 1986.
- Hacia un Marx desconocido. Un comentario de los Manuscritos del 61-63, 1988.
- El último Marx (1863—1882) y la liberación latinoamericana. Un comentario a la tercera y cuarta redacción de «El Capital», 1990.
- 1492: El encubrimiento del Otro. Hacia el origen del «mito de la Modernidad», 1992.
- Las metáforas teológicas de Marx, 1994.
- Apel, Ricoeur, Rorty y la Filosofía de la Liberación con respuestas de Karl-Otto Apel y Paul Ricoeur, 1994.
- Historia de la filosofía y filosofía de la liberación, 1994.
- Ética de la liberación en la edad de la globalización y la exclusión, 1998.
- Ética de la liberación ante Apel, Taylor y Vattimo con respuesta crítica inedita de K.-O. Apel, 1998.
- Hacia una filosofía política crítica, 2001.
- Ética del discurso y ética de la liberación (con Karl-Otto Apel), 2005.
- 20 tesis de política, 2006.
- Filosofía de la cultura y la liberación, 2006.
- Política de la liberación. Historia mundial y crítica, 2007.
- Materiales para una política de la liberación, 2007.
- Frigørelsesfilosofi, Forlaget Politisk Revy, København, 2008.
- Política de la liberación: Arquitectónica, 2009.

Русский перевод
- Энрико Дюссель. Религиозный фактор в латиноамериканском революционном процессе . — Революция в церкви? (Теология освобождения): Документы и материалы / Сост. Н. Н. Поташинская. — М.: Международные отношения, 1991. — 328 с.